# Domenico Marquardo di Löwenstein-Wertheim-Rochefort
Domenico Marquardo di Löwenstein-Wertheim-Rochefort (Wertheim, 7 novembre 1690 – Venezia, 11 marzo 1738) fu il secondo principe di Löwenstein-Wertheim-Rochefort.

## Biografia

### Infanzia
Era il sesto figlio maschio e nono dei figli di Massimiliano Carlo Alberto, ultimo Conte e primo Principe di Löwenstein-Wertheim-Rochefort (1656 - 1718), e di sua moglie la Contessa Maria Polyxena Khuen von Lichtenberg und Belasi (1658 - 1712). Fu chiamato in onore di Marquard Sebastian von Schenk von Stauffenberg, (1644–1693) principe-vescovo di Bamberga, che fu suo padrino.

### Matrimonio
Il 28 febbraio 1712, sposò la langravia Cristina d'Assia-Rotenburg (1688 - 1728) una figlia di Carlo, Langravio d'Assia-Wanfried e della sua seconda moglie, la Contessa Giuliana Alessandrina di Leiningen-Dachsburg-Falkenburg-Heidesheim. Dal momento che suo fratello maggiore era giò morto, scapolo e senza figli, a quell'epoca era già principe ereditario. Domenico Marquardo e Cristina ebbero tredici figli, nove dei quali diventarono adulti.

### Principe di Löwenstein-Wertheim-Rochefort
Nel dicembre del 1718, alla morte del padre, Domenico ereditò il titolo di Principe di Löwenstein-Wertheim-Rochefort e successivamente acquisì le numerose proprietà che avevano influito sulla storia della famiglia, quali, ad esempio, nel 1720 in Boemia la Signoria di Haid, compreso il castello, nel 1721 il borgo-mercato di Kleinheubach, dalla proprietà dei conti di Erbach e nel 1730 la Signoria di Rosenberg nel Baden, dalla qual linea successoria del principato evangelico avrebbe dovuto derivare, all'inizio del XIX secolo, la linea cattolica. A Kleinheubach egli fece erigere, su modello francese, il grosso e rappresentativo castello di Löwenstein.

### Ultimi anni e morte
Il 17 luglio 1728 la moglie, ormai quarantenne, Cristina Francesca Polissena morì di parto. Domenico morì dieci anni dopo, a Venezia, ove si era recato per assistere al carnevale in incognito, e venne ivi sepolto, ma il suo cuore fu traslato nella chiesa di Wertheim. Secondo una leggenda, egli sarebbe stato ucciso con un pugnale di vetro.

## Discendenza
Il principe Domenico Marquardo e la langravia Cristina d'Assia-Rotenburg ebbero tredici figli, nove dei quali diventarono adulti:
- Principessa Maria Cristina di Löwenstein-Wertheim-Rochefort (nata e morta nel 1713);
- Carlo Tommaso, III Principe di Löwenstein-Wertheim-Rochefort (1714 - 1789) sposò la Principessa Maria Carlotta di Holstein-Wiesenburg ed ebbero un'unica figlia, la Principessa Leopoldina di Löwenstein-Wertheim-Rochefort che sposò suo cugino, Carlo Alberto II, Principe di Hohenlohe-Waldenburg-Schillingsfürst; rimasto vedovo sposò morganaticamente Maria Josephine von Stipplin;
- Principe Giovanni Filippo Ernesto Carlo di Löwenstein-Wertheim-Rochefort (1715 - 1734) celibe;
- Principe Leopoldo Costantino di Löwenstein-Wertheim-Rochefort (1716 - 1770) celibe;
- Principe Francesco Carlo Guglielmo Corrado di Löwenstein-Wertheim-Rochefort (1717 - 1750) sposò la Baronessa Josepha Schirndinger von Schirnding ed ebbero un figlio maschio;
- Principe Cristiano Filippo Giuseppe Alessandro di Löwenstein-Wertheim-Rochefort (1719 - 1781), sposò nel 1773 la Baronessa Franziska d'Humbert senza figli;
- Principe Giovanni Giuseppe Venceslao di Löwenstein-Wertheim-Rochefort (1720 - 1788) sposò la Baronessa Dorotea von Hausen und Gleichenstorff ed ebbe un figlio maschio;
- Principessa Sofia Guglielmina Maria di Löwenstein-Wertheim-Rochefort (1721-1749) sposò Carlo Alberto I, Principe di Hohenlohe-Waldenburg-Schillingsfürst (1719-1793);
- Principe Teodoro Alessandro di Löwenstein-Wertheim-Rochefort (1722 - 1780) sposò nel 1751 la Contessa Luisa di Leiningen-Dachsburg-Hartenburg e divenne padre del Principe Domenico Costantino (1762-1814), successore dello zio Carlo Tommaso come IV Principe di Löwenstein-Wertheim-Rochefort;
- una figlia;
- un figlio;
- Principessa Maria Leopoldina di Löwenstein-Wertheim-Rochefort (1726 - 1759) sposò il Conte Giovanni Giuseppe Tommaso de Giovanni Verclos;
- Un figlio.

## Ascendenza
|                                                               |                                                 |                                                      | Genitori                                             |  |  | Nonni |  |  | Bisnonni                                                   |  |  | Trisnonni                               |  |
|                                                               |                                                 |                                                      |                                                      |  |  |       |  |  | Giovanni Teodorico, conte di Löwenstein-Wertheim-Rochefort |  |  | Luigi III, conte di Löwenstein-Wertheim |  |
|                                                               |                                                 |                                                      |                                                      |  |  |       |  |  | Giovanni Teodorico, conte di Löwenstein-Wertheim-Rochefort |  |  | Luigi III, conte di Löwenstein-Wertheim |  |
|                                                               |                                                 | Anna di Stolberg-Königstein                          |                                                      |  |  |       |  |  | Giovanni Teodorico, conte di Löwenstein-Wertheim-Rochefort |  |  |                                         |  |
| Ferdinando Carlo, conte di Löwenstein-Wertheim-Rochefort      |                                                 |                                                      |                                                      |  |  |       |  |  | Giovanni Teodorico, conte di Löwenstein-Wertheim-Rochefort |  |  |                                         |  |
|                                                               |                                                 | Giosiana di Marck                                    | Filippo, conte di Marck                              |  |  |       |  |  |                                                            |  |  |                                         |  |
|                                                               |                                                 | Giosiana di Marck                                    | Filippo, conte di Marck                              |  |  |       |  |  |                                                            |  |  |                                         |  |
|                                                               |                                                 | Giosiana di Marck                                    | Caterina di Manderscheid-Virneburg                   |  |  |       |  |  |                                                            |  |  |                                         |  |
| Massimiliano Carlo, principe di Löwenstein-Wertheim-Rochefort |                                                 | Giosiana di Marck                                    |                                                      |  |  |       |  |  |                                                            |  |  |                                         |  |
|                                                               |                                                 | Egon VIII, conte di Fürstenberg-Heiligenberg         | Federico, conte di Fürstenberg-Heiligenberg          |  |  |       |  |  |                                                            |  |  |                                         |  |
|                                                               |                                                 | Egon VIII, conte di Fürstenberg-Heiligenberg         | Federico, conte di Fürstenberg-Heiligenberg          |  |  |       |  |  |                                                            |  |  |                                         |  |
|                                                               |                                                 | Egon VIII, conte di Fürstenberg-Heiligenberg         | Elisabetta di Sulz                                   |  |  |       |  |  |                                                            |  |  |                                         |  |
| Anna Maria di Fürstenberg-Heiligenberg                        |                                                 | Egon VIII, conte di Fürstenberg-Heiligenberg         |                                                      |  |  |       |  |  |                                                            |  |  |                                         |  |
|                                                               |                                                 | Anna Maria di Hohenzollern-Hechingen                 | Giovanni Giorgio, principe di Hohenzollern-Hechingen |  |  |       |  |  |                                                            |  |  |                                         |  |
|                                                               |                                                 | Anna Maria di Hohenzollern-Hechingen                 | Giovanni Giorgio, principe di Hohenzollern-Hechingen |  |  |       |  |  |                                                            |  |  |                                         |  |
|                                                               |                                                 | Anna Maria di Hohenzollern-Hechingen                 | Francesca di Salm-Neufville                          |  |  |       |  |  |                                                            |  |  |                                         |  |
| Domenico Marquardo, principe di Löwenstein-Wertheim-Rochefort |                                                 | Anna Maria di Hohenzollern-Hechingen                 |                                                      |  |  |       |  |  |                                                            |  |  |                                         |  |
|                                                               | Giacomo, conte Khuen von Lichtenberg und Belasi | Hans Giacomo, conte Khuen von Lichtenberg und Belasi |                                                      |  |  |       |  |  |                                                            |  |  |                                         |  |
|                                                               | Giacomo, conte Khuen von Lichtenberg und Belasi | Hans Giacomo, conte Khuen von Lichtenberg und Belasi |                                                      |  |  |       |  |  |                                                            |  |  |                                         |  |
|                                                               | Giacomo, conte Khuen von Lichtenberg und Belasi | Margherita di Niederthor                             |                                                      |  |  |       |  |  |                                                            |  |  |                                         |  |
| Mattia, conte Khuen von Lichtenberg und Belasi                | Giacomo, conte Khuen von Lichtenberg und Belasi |                                                      |                                                      |  |  |       |  |  |                                                            |  |  |                                         |  |
|                                                               |                                                 | Siguna Margherita di Annenberg                       | Matteo, barone di Annenberg                          |  |  |       |  |  |                                                            |  |  |                                         |  |
|                                                               |                                                 | Siguna Margherita di Annenberg                       | Matteo, barone di Annenberg                          |  |  |       |  |  |                                                            |  |  |                                         |  |
|                                                               |                                                 | Siguna Margherita di Annenberg                       | Massimiliana di Lamberg                              |  |  |       |  |  |                                                            |  |  |                                         |  |
| Maria Polissena Khuen von Lichtenberg und Belasi              |                                                 | Siguna Margherita di Annenberg                       |                                                      |  |  |       |  |  |                                                            |  |  |                                         |  |
|                                                               |                                                 | Ferdinando Elfrido Balthasar, conte di Meggau        | Ferdinando Elfrido, conte di Meggau                  |  |  |       |  |  |                                                            |  |  |                                         |  |
|                                                               |                                                 | Ferdinando Elfrido Balthasar, conte di Meggau        | Ferdinando Elfrido, conte di Meggau                  |  |  |       |  |  |                                                            |  |  |                                         |  |
|                                                               |                                                 | Ferdinando Elfrido Balthasar, conte di Meggau        | Susanna Veronica di Harrach                          |  |  |       |  |  |                                                            |  |  |                                         |  |
| Anna Susanna Apollonia di Meggau                              |                                                 | Ferdinando Elfrido Balthasar, conte di Meggau        |                                                      |  |  |       |  |  |                                                            |  |  |                                         |  |
|                                                               |                                                 | Ester di Sulz                                        | Carlo Ludovico di Sulz, langravio di Klettgau        |  |  |       |  |  |                                                            |  |  |                                         |  |
|                                                               |                                                 | Ester di Sulz                                        | Carlo Ludovico di Sulz, langravio di Klettgau        |  |  |       |  |  |                                                            |  |  |                                         |  |
|                                                               |                                                 | Ester di Sulz                                        | Dorotea Caterina di Sayn                             |  |  |       |  |  |                                                            |  |  |                                         |  |
|                                                               |                                                 | Ester di Sulz                                        |                                                      |  |  |       |  |  |                                                            |  |  |                                         |  |

## Fonte
- (DE)  Martina Heine: Dominik Marquard heiratete Hessin. In: Wertheimer Zeitung vom 28. Februar 2012